# Gerard I van Parijs
Gerard I van Parijs (rond 728 - 779) was in het derde kwart van de achtste eeuw graaf van Parijs.

## Biografie
Volgens verschillende bronnen trouwde hij met een zekere Rotrude, die heel goed een dochter van Carloman, zoon van Karel Martel kan zijn geweest. Uit dit huwelijk werden drie zonen geboren:
- Étienne van Parijs (geb. 754 - †811/815)
- Leuthard I van Parijs (? - †813)
- Bego van Parijs (? - †816)[5]

Gerard werd in zijn functie van Graaf van Parijs opgevolgd door zijn zoon, Étienne van Parijs.

## Voetnoten
1. ↑  (en) C. Cawley, FRANKS, CAROLINGIAN NOBILITY, fmg.ac (03/11/2016).
2. ↑  Het kan ook tien jaar eerder of later zijn geweest.
3. ↑  MGH DD Kar. I nr. 6, p. 10, nr. 12, p. 17, nr. 16, p. 25.
4. ↑  Obituaires de Sens I.1, Abbaye de Saint-Germain-des-Prés, p. 280.
5. ↑  J. Depoin, Les comtes de Paris sous la dynastie carolingienne, in Mémoires de la Société Historique et Archéologique de l’arrondissement de Pontoise et du Vexin XXXI (1912), p. 90.